# Hirvisaari (ö i Norra Karelen, Joensuu, lat 62,97, long 30,03)
Hirvisaari är en ö i Finland. Den ligger i sjön Pielisjärvi och i kommunen Joensuu i den ekonomiska regionen  Joensuu ekonomiska region  och landskapet Norra Karelen, i den sydöstra delen av landet, 400 km nordost om huvudstaden Helsingfors. Öns area är 1,7 hektar och dess största längd är 220 meter i sydväst-nordöstlig riktning.